# Бојица Никчевић
Бојица Никчевић (Бар, 4. фебруар 2000) професионални је фудбалер који тренутно наступа за Чукарички.
Током каријере је наступао на свим бочним позицијама.

## Каријера
Никчевић је рођен у Бару, где се његова породица доселила из Пећи након НАТО бомбардовања. Касније су отишли у Крагујевац, а Никчевић је фудбал почео да тренира у локалној Шумадији. Одатле је 2015. године прешао у млађе категорије Чукаричког. Почетком 2019. је потписао свој први професионални уговор с клубом. Дебитовао је на првом сусрету првог кола квалификација за Лигу Европе, против Банантса. У току прве полусезоне такмичарске 2019/20. одиграо је укупно шест званичних утакмица за први тим. Остатак сезоне провео је на позајмици у пиротском Радничком. Следећу такмичарску годину започео је у Чукаричком, а затим је уступљен Новом Пазару. По истеку споразума поново се одазвао прозици у матичном клубу, а позајмица је обновљена у септембру 2021. Званично је постао играч Новог Пазара од сезоне 2022/23.
Након њеног завршетка, поново је постао фудбалер Чукаричког који је искористио могућност да играча врати у своје редове. Потписао је нови трогодишњи уговор с клубом.

## Статистика

### Клупска
Ажурирано 28. септембра 2023.
|                            |          |                  |    |   |   |   |   |   |   |   |    |    |  |  |
| Чукарички                  | 2018/19. | Суперлига Србије | 0  | 0 | — | — | — | — | — | — | 0  | 0  |  |  |
| Чукарички                  | 2019/20. | Суперлига Србије | 4  | 0 | 1 | 0 | 1 | 0 | — | — | 6  | 0  |  |  |
| Чукарички                  | 2020/21. | Суперлига Србије | 2  | 0 | — | — | — | — | — | — | 2  | 0  |  |  |
| Чукарички                  | 2021/22. | Суперлига Србије | 2  | 0 | — | — | 0 | 0 | — | — | 2  | 0  |  |  |
|                            |          |                  |    |   |   |   |   |   |   |   |    |    |  |  |
| Раднички Пирот (позајмица) | 2019/20. | Прва лига Србије | 7  | 0 | — | — | — | — | — | — | 7  | 0  |  |  |
|                            |          |                  |    |   |   |   |   |   |   |   |    |    |  |  |
| Нови Пазар (позајмица)     | 2020/21. | Суперлига Србије | 17 | 2 | 0 | 0 | — | — | — | — | 17 | 2  |  |  |
| Нови Пазар (позајмица)     | 2021/22. | Суперлига Србије | 11 | 0 | 3 | 0 | — | — | 2 | 1 | 16 | 1  |  |  |
| Нови Пазар                 | 2022/23. | Суперлига Србије | 27 | 7 | 3 | 1 | — | — | — | — | 30 | 8  |  |  |
| Нови Пазар                 | Укупно   | Укупно           | 55 | 9 | 6 | 1 | — | — | 2 | 1 | 63 | 11 |  |  |
|                            |          |                  |    |   |   |   |   |   |   |   |    |    |  |  |
| Чукарички                  | 2023/24. | Суперлига Србије | 7  | 0 | 0 | 0 | 3 | 0 | — | — | 10 | 0  |  |  |
| Чукарички                  | Укупно   | Укупно           | 15 | 0 | 1 | 0 | 4 | 0 | — | — | 20 | 0  |  |  |
|                            |          |                  |    |   |   |   |   |   |   |   |    |    |  |  |
| Каријера                   | Каријера | Каријера         | 77 | 9 | 7 | 1 | 4 | 0 | 2 | 1 | 90 | 11 |  |  |
|                            |          |                  |    |   |   |   |   |   |   |   |    |    |  |  |